# 아티키주의
아티키주의 (그리스 아테네를 포함하는 지역인 "아티키를 선호"라는 뜻)는 기원전 1세기 1분기에 시작한 수사학 운동이었다. 또한 그리스주의 그리스어의 일반적인 용도의 인도 방향으로 계속 진화한 코이네 그리스어 (문학과 비어 전부)의 다양한 현대적인 형태와는 달리, 이 운동의 전형적인 원문과 어법을 가리킨다.

## 같이 보기
- 아시아 방식

## 참고 도서
- Wisse, Jakob. "Greeks, Romans, and the Rise of Atticism." In Nagy, Gregory (ed.). Greek Literature in the Roman Period and in Late Antiquity Greek Literature. London: Routledge, 2001. 65-82. (ISBN 978-0-415-93770-2)